# Lijst van oeververbindingen over het Ruiten-Aa-kanaal

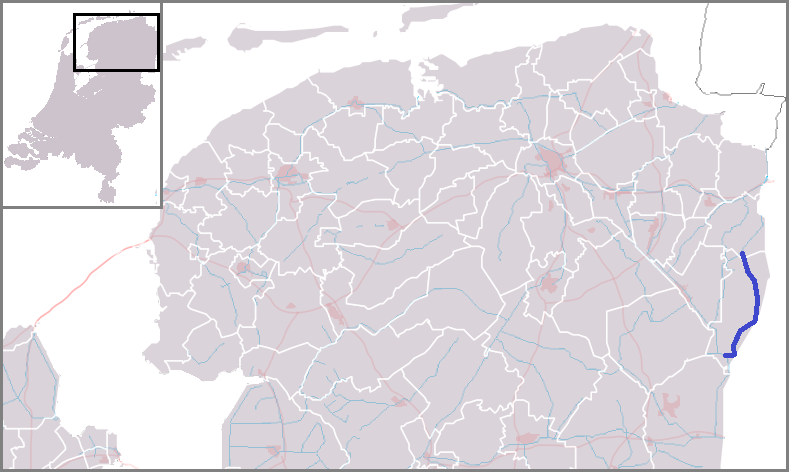
Ruiten-Aa-kanaal

Onderstaande is een lijst van oeververbindingen over het Ruiten-Aa-kanaal.
| Oeververbindingen over het Ruiten-Aa-kanaal | Oeververbindingen over het Ruiten-Aa-kanaal | Oeververbindingen over het Ruiten-Aa-kanaal | Oeververbindingen over het Ruiten-Aa-kanaal |
| Km                                          | Naam                                        | Weg                                         | Afbeelding                                  |
| ------------------------------------------- | ------------------------------------------- | ------------------------------------------- | ------------------------------------------- |
| 0                                           | Noabers Badde                               |                                             |                                             |
| 1,0                                         | Veelerveensterbrug                          | Spetsebrugweg                               |                                             |
| 1,8                                         | Vlagtweddersluis                            |                                             |                                             |
| 4,1                                         | Bourtangersluis                             |                                             |                                             |
| 6,3                                         | Wollinghuizersluis                          | Hogebrugweg                                 |                                             |
| 8,2                                         | Jipsinghuizersluis                          | Overdijksterweg                             |                                             |
| 11,2                                        | Sellingersluis                              | Hassebergerweg                              |                                             |
| 13,7                                        | Zuidveldsluis                               | Borgerschapenweg                            |                                             |
| 15,0                                        | Ter Walslagebrug                            | Laudermarkenweg                             |                                             |
| 16,8                                        | Wischluibrug                                | Wischluiweg                                 |                                             |
| 19,2                                        | Roelagebrug                                 | Roelagerweg                                 |                                             |
| 20,6                                        | Ter Apelersluis                             | Poortweg/Veenweg                            |                                             |
| 22,5                                        | Bosbrug                                     | Schotslaan                                  |                                             |
| 22,9                                        | Jurjen Terborghbrug                         | Oosterstraat                                |                                             |